# Expo Tel Aviv
L'Expo Tel Aviv (anche Centro congressi di Tel Aviv o Gnei Hataarucha) è un centro che ospita fiere, congressi e concerti di Tel Aviv.
Fondato sul sito della Fiera del Levante nel 1932 con il nome Yarid HaMizrach, l'Expo si è trasferito presso Rokach Boulevard nel 1959, ed è pertanto raggiungibile facilmente dall'autostrada 20 e dalla vicina stazione ferroviaria dell'Università di Tel Aviv. Il centro è suddiviso in 10 padiglioni circondati da una spaziosa area verde e nei pressi vi sono il Luna Park di Tel Aviv e la Drive in Arena.
Il centro è normalmente frequentato da circa 2,5 milioni di visitatori, ospitando tra i 45 e i 60 eventi all'anno.
Nel 2018 è stato deciso che il padiglione 2 avrebbe ospitato l'Eurovision Song Contest 2019 tra il 14 e il 18 maggio.